# مارسيلو كاستيليني
مارسيلو كاستيليني (بالإيطالية: Marcello Castellini)‏؛ (من مواليد 2 يناير 1973) هو لاعب كرة قدم إيطالي محترف سابق لعب كمدافع. شارك في أكثر من 300 مباراة في الدوري الإيطالي، وتوج مرة واحدة لإيطاليا في 2003.